# Campeonato Mundial de Biatlón de 1981
El XIX Campeonato Mundial de Biatlón se celebró en la localidad de Lahti (Finlandia) entre el 10 y el 15 de febrero de 1981 bajo la organización de la Unión Internacional de Biatlón (IBU) y la Asociación Finlandesa de Biatlón. 

## Resultados

### Masculino
| Evento                     | Oro                                                                    | Plata                                                                        | Bronce                                                                               |
| -------------------------- | ---------------------------------------------------------------------- | ---------------------------------------------------------------------------- | ------------------------------------------------------------------------------------ |
| 10 km velocidad (13.02)    | Frank Ullrich RDA 33:08,5                                              | Erkki Antila · Finlandia · 33:10,1                                           | Yvon Mougel Francia 33:13,5                                                          |
| 20 km individual (11.02)   | Heikki Ikola · Finlandia · 1:13:07,2                                   | Frank Ullrich RDA 1:14:09,6                                                  | Erkki Antila · Finlandia · 1:14:51,1                                                 |
| Relevos 4 × 7,5 km (15.02) | RDA Mathias Jung Matthias Jacob Frank Ullrich Eberhard Rösch 1:42:37,8 | RFA Peter Angerer Andreas Schweiger Fritz Fischer Franz Bernreiter 1:44:50,0 | URSS Vladimir Alikin Anatoli Aliabiev Vladimir Barnashov Vladimir Gavrikov 1:46:17,9 |

## Medallero
| Núm. | País      | Oro | Plata | Bronce | Total |
| ---- | --------- | --- | ----- | ------ | ----- |
| 1    | RDA       | 2   | 2     | 0      | 4     |
| 2    | Finlandia | 1   | 1     | 1      | 3     |
| 3    | Francia   | 0   | 0     | 1      | 1     |
| 3    | URSS      | 0   | 0     | 1      | 1     |
|      | TOTAL     | 3   | 3     | 3      | 9     |